# Kék Öv – Hollywood messze van
A Linda – Kék Öv – Hollywood messze van című album Görbe Nóra  második stúdióalbuma, mely 1986-ban jelent meg. Az album sikeres volt, azonban nem lett aranylemez, mert ugyan több mint 90 000 példány talált gazdára,  nem érte el a 100 000-es eladott darabszámot.
Az albumra ismét neves szerzők írtak dalokat, úgy mint Szikora Róbert, Berkes Gábor, és Bornai Tibor. Az albumon ismét szerepel egy közös duett Szikora Róberttel, az "Egy szót se" című dal, melyből videoklip is készült. Érdekesség még, a "Szerelmes lány" című dalhoz készült rajzfilm klip is.

## Az album dalai
| Első oldal | Első oldal                            | Első oldal                  | Első oldal | Első oldal | Első oldal | Első oldal | Első oldal | Első oldal | Első oldal |
|            | Cím                                   | Szerző(k)                   | Hossz      |            |            |            |            |            |            |
| ---------- | ------------------------------------- | --------------------------- | ---------- | ---------- | ---------- | ---------- | ---------- | ---------- | ---------- |
| 1.         | Szerelmes lány                        | Németh Alajos               | 4:23       |            |            |            |            |            |            |
| 2.         | Egy szót se (duett Szikora Róberttel) | Szikora Róbert              | 3:12       |            |            |            |            |            |            |
| 3.         | Senki sem kérdezett                   | Szikora Róbert – Linda      | 2:50       |            |            |            |            |            |            |
| 4.         | Ugye, te beengedsz                    | Bogdán Csaba – Geszti Péter | 3:00       |            |            |            |            |            |            |
| 5.         | Aranyos, de szemtelen                 | Bornai Tibor                | 3:02       |            |            |            |            |            |            |
| 6.         | Jó Éjt!                               | Szikora Róbert              | 1:25       |            |            |            |            |            |            |
| 7.         | Emlék                                 | Bogdán Csaba – Geszti Péter | 4:17       |            |            |            |            |            |            |
| 21:45      |                                       |                             |            |            |            |            |            |            |            |

| Második oldal | Második oldal               | Második oldal                            | Második oldal | Második oldal | Második oldal | Második oldal | Második oldal | Második oldal | Második oldal |
|               | Cím                         | Szerző(k)                                | Hossz         |               |               |               |               |               |               |
| ------------- | --------------------------- | ---------------------------------------- | ------------- | ------------- | ------------- | ------------- | ------------- | ------------- | ------------- |
| 1.            | No Smoke Rock               | Berkes Gábor – Görbe Nóra – Geszti Péter | 3:29          |               |               |               |               |               |               |
| 2.            | Ha volna                    | Szikora Róbert                           | 3:20          |               |               |               |               |               |               |
| 3.            | Kedves tornatanár           | Szikora Róbert                           | 2:47          |               |               |               |               |               |               |
| 4.            | Nekem elmondják a csillagok | Bornai Tibor – Görbe Nóra                | 3:25          |               |               |               |               |               |               |
| 5.            | Bújócska                    | Bornai Tibor – Görbe Nóra                | 3:03          |               |               |               |               |               |               |
| 6.            | Hollywood                   | Szikora Róbert                           | 4:28          |               |               |               |               |               |               |
| 20:12         |                             |                                          |               |               |               |               |               |               |               |

## Videoklipek
- Szerelmes lány [3]
- Egy szót se [4]
- Hollywood [5]